# Dolichoderus plagiatus
Dolichoderus plagiatus es una especie de hormiga del género Dolichoderus, subfamilia Dolichoderinae. Fue descrita científicamente por Mayr en 1870.
Se distribuye por Canadá, México y los Estados Unidos. Se ha encontrado a elevaciones de hasta 70 metros. Vive en microhábitats como nidos, forrajes y en tocones.